# Intendente de la región de Valparaíso

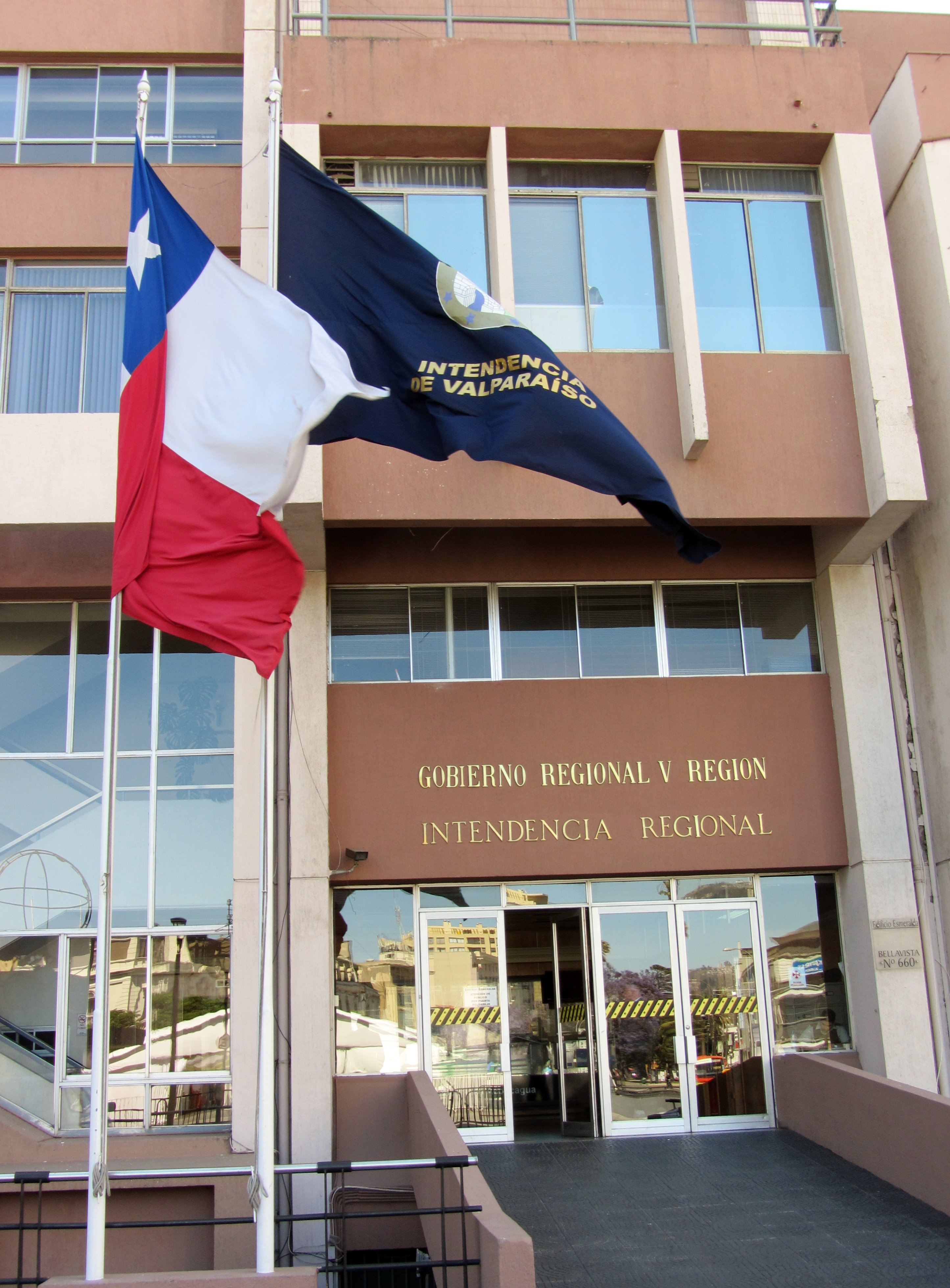
Sede de la Intendencia Regional, en la calle Melgarejo 699.

El Intendente de la Región de Valparaíso fue la autoridad designada por el presidente de la República para ejercer el gobierno de la Región de Valparaíso, Chile, como su representante natural e inmediato en dicho territorio. Además participa en la administración de la región, como órgano que integra el Gobierno Regional de Valparaíso.

## Historia
Se podría considerar como antecesoras del cargo de intendente regional de Valparaíso a las figuras del Intendente de la Provincia de Valparaíso y del Intendente de la Provincia de Aconcagua. Durante el proceso de regionalización iniciado en 1976, la antigua provincia de Valparaíso, provincia de Aconcagua y el Departamento de San Antonio fueron fusionadas y transformadas en la actual Región de Valparaíso.
Una reforma constitucional del año 2017 dispuso la elección popular del órgano ejecutivo del gobierno regional, creando el cargo de gobernador regional y estableciendo una delegación presidencial regional, a cargo de un delegado presidencial regional, el cual representa al poder ejecutivo y supervisa las regiones en conjunto a los delegados presidenciales provinciales. Tras las primeras elecciones regionales en 2021, y desde que asumieron sus funciones los gobernadores regionales y delegados presidenciales regionales, el 14 de julio de 2021, el cargo de intendente desapareció en dicha fecha mencionada, siendo Jorge Martínez Durán su  último titular.

## Intendentes de la Región de Valparaíso (1990-2021)
| Intendente/a               | Partido | Partido | Período                                           | Presidente/a | Presidente/a            |
| -------------------------- | ------- | ------- | ------------------------------------------------- | ------------ | ----------------------- |
| Arturo Troncoso Daroch     |         |         | 1974 - 1979                                       |              | Augusto Pinochet        |
| Titular(es) Desconocido(s) |         |         |                                                   |              | Augusto Pinochet        |
| Raúl Celis Cornejo         |         |         | 1985 - 1990                                       |              | Augusto Pinochet        |
| Juan Andueza Silva         |         | PDC     | 11 de marzo de 1990 - 11 de marzo de 1994         |              | Patricio Aylwin         |
| Hardy Knittel Villarroel   |         | PS      | 11 de marzo de 1994 - 1997                        |              | Eduardo Frei Ruiz-Tagle |
| Gabriel Aldoney Vargas     |         | PS      | 19 de mayo de 1997 - 11 de marzo de 2000          |              | Eduardo Frei Ruiz-Tagle |
| Josefina Bilbao Mendezona  |         | Ind.    | 11 de marzo de 2000 - 26 de diciembre de 2000     |              | Ricardo Lagos           |
| Raúl Allard Neumann        |         | PDC     | 29 de diciembre de 2000 - 26 de diciembre de 2001 |              | Ricardo Lagos           |
| Marco Antonio Núñez Lozano |         | PPD     | 2 de enero de 2002 - 10 de abril de 2003          |              | Ricardo Lagos           |
| Luis Guastavino Córdova    |         | PS      | 10 de abril de 2003 - 11 de marzo de 2006         |              | Ricardo Lagos           |
| Iván de la Maza Maillet    |         | PDC     | 11 de marzo de 2006 - 11 de marzo de 2010         |              | Michelle Bachelet       |
| Raúl Celis Montt           |         | RN      | 11 de marzo de 2010 - 11 de marzo de 2014         |              | Sebastián Piñera        |
| Ricardo Bravo Oliva        |         | PS      | 11 de marzo de 2014 - 17 de agosto de 2015        |              | Michelle Bachelet       |
| Gabriel Aldoney Vargas     |         | PS      | 17 de agosto de 2015 - 11 de marzo de 2018        |              | Michelle Bachelet       |
| Jorge Martínez Durán       |         | RN      | 11 de marzo de 2018 - 14 de julio de 2021         |              | Sebastián Piñera        |